# Sermyla transversa
Sermyla transversa is een spinneruil (Erebidae) uit de onderfamilie van de beervlinders (Arctiinae). De wetenschappelijke naam van de soort werd in 1854 gepubliceerd door Francis Walker als de naam voor de typesoort van het door hem voorgestelde geslacht Sermyla. In februari van hetzelfde jaar werd door Henry Adams & Arthur Adams de naam Sermyla toegekend aan een geslacht van weekdieren. Zolang onduidelijk is in welke maand de naam van Walker verscheen, is onduidelijk welk van de twee homoniemen prioriteit heeft.

## Synoniemen
- Sermyla morta Schaus, 1892